# Drapetis pygmaea
Drapetis pygmaea är en tvåvingeart som beskrevs av Roser 1840. Drapetis pygmaea ingår i släktet Drapetis och familjen puckeldansflugor.
Artens utbredningsområde är Tyskland. Inga underarter finns listade i Catalogue of Life.